# SOS (canción de ABBA)

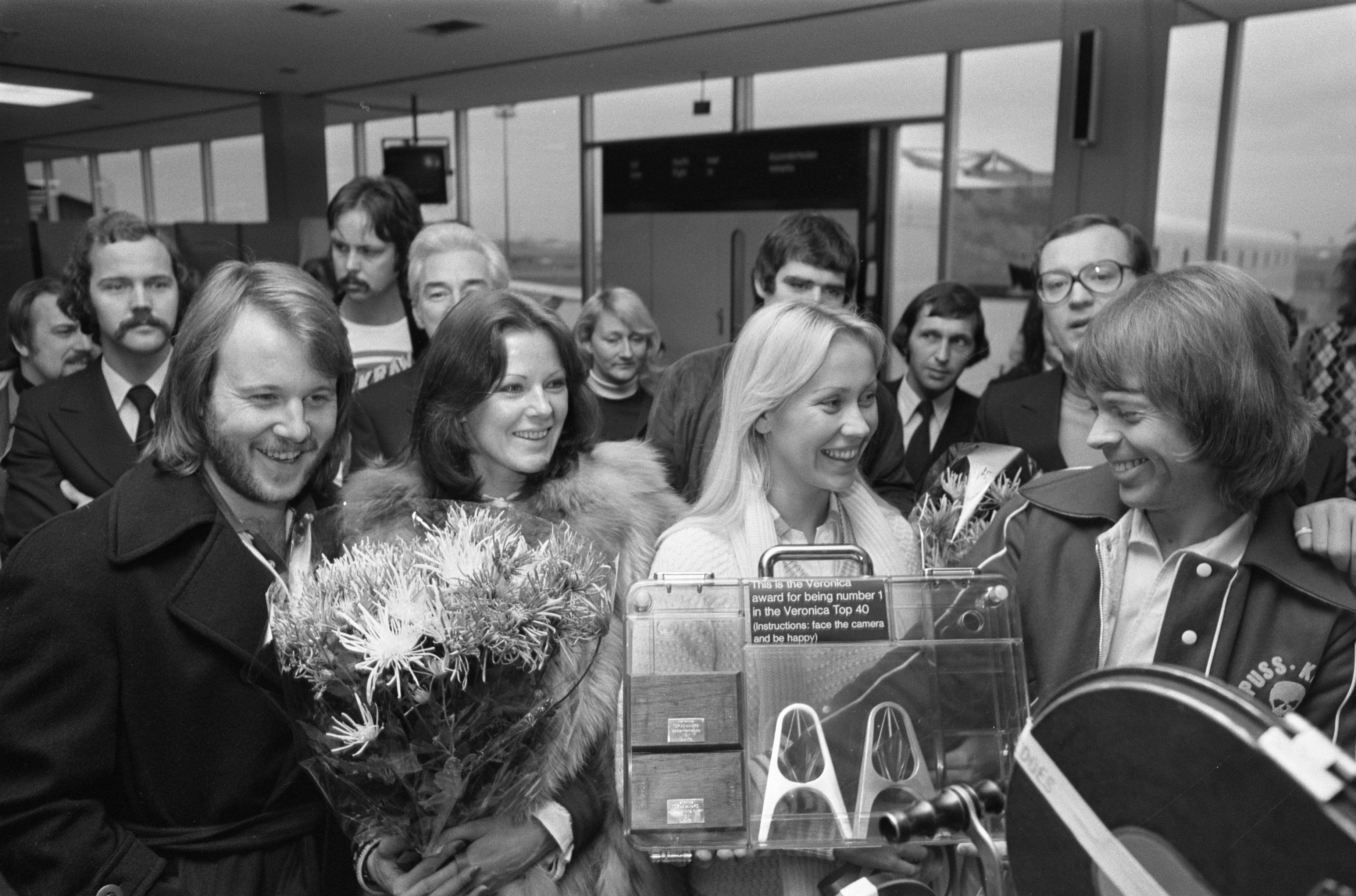
El grupo de pop sueco ABBA en los Países Bajos; De izquierda a derecha: Benny, Anni-Frid, Agnetha y Bjorn en Schiphol el 19 de noviembre de 1976

«SOS» es una canción y un sencillo que publicó a nivel mundial el grupo sueco ABBA. A partir de este sencillo es cuando ABBA se convierte en una figura legendaria de la música en el mundo.

## La canción
Fue escrita por Benny, Björn y Stig, este último fue quien le puso el título a la canción, y Björn fue quien compuso el resto de las letras. Fue grabada el 22 de agosto de 1974, en el Glenstudio en Stocksund, llamada primeramente "Turn Me On". La canción habla sobre una mujer que pide a su pareja que la rescate, de la única forma posible, entregándole todo su amor. Este tema viene incluido en el disco ABBA, como la pista número 4.
Había sido planeado para salir como lado B de So Long, pero a última hora se cambió por "I've Been waiting For You". Más tarde, cuando ABBA planeaba sacar el segundo sencillo de su álbum homónimo, fue de nuevo pasada de largo y escogieron I Do, I Do, I Do, I Do, I Do. Finalmente, para su tercer intento vieron todo su potencial y la lanzaron como sencillo.
Como resultado, la canción dio al grupo fama internacional ya que llegó a la lista de los diez primeros en Austria, Canadá, Irlanda, Noruega, Holanda, Italia y Zimbabue; y llegó al número 1 en Nueva Zelanda, México, Sudáfrica, Bélgica y Alemania. En 2001 fue relanzada en Japón, llegando al puesto #15, la mejor posición de un sencillo de ABBA en ese país.
La canción forma parte actualmente del musical Mamma Mia!, basado en las canciones de ABBA. Comúnmente era interpretada por el grupo en sus tour de 1975, de 1977, de 1979 y de 1980.
A finales de 1975, Agnetha grabó una versión en sueco de la canción, incluida en su álbum a solas Elva Kvinnor i Ett Hus. La canción fue lanzada como sencillo alcanzando el número uno en el Svensktoppen y el cuatro en las listas suecas de ventas.
En 1992, Erasure la incluyó en su EP Abba-esque (que llegó al puesto número 1 de las listas británicas). La banda de Power Metal At Vance realizó un cover de esta canción.

## Man In The Middle
Man In The Middle (El Intermediario), fue el lado B de este sencillo. La canción fue escrita por Benny, Björn y Stig. Fue grabada el 22 de agosto de 1974, en el Glenstudio en Stocksund, llamada primeramente "Dance With The Devil". La canción habla sobre como las personas critican a un hombre millonario, que disfruta de la buena vida gracias a sus negocios. Este tema viene incluido en el disco ABBA, como la pista número 5.

## El vídeo
Fue hecho el 28 y 29 de abril de 1975, en los estudios de SVT y en Djurgården, Estocolmo. El video contiene efectos de espejos muy novedosos para aquella época, y se ve al grupo cantando la canción en un parque. Lo dirigió Lasse Hallström.
Actualmente el vídeo está disponible en los DVD The Definitive Collection (DVD), ABBA Gold (DVD), ABBA Number Ones (DVD) y ABBA: 16 Hits.

## Listas
| Lista                                      | Posición |
| ------------------------------------------ | -------- |
| Alemania Top 50 Singles                    | 1        |
| Australia Top 50 ARIA Singles Chart        | 1        |
| Bélgica Top 30 BRT Singles                 | 1        |
| Bélgica Top 30 Humo Singles                | 1        |
| Costa Rica Top 50 Radio Uno                | 1        |
| Israel Singles Chart1                      | 1        |
| México Listas de Sencillos Internacionales | 1        |
| Nueva Zelanda Top 40 RIANZ Singles Chart   | 1        |
| Sudáfrica Top 20 Springbok Singles Chart   | 1        |
| Suecia Svensktoppen Chart1                 | 1        |
| Turquía Top 50 Singles Chart1              | 1        |
| Austria Top 75 Singles                     | 2        |
| Italia Hit Parade Singles                  | 2        |
| Noruega Top 20 VG Singles                  | 2        |
| Holanda Top 30 National Hitparade Singles  | 2        |
| Holanda Dutch Top 40 Singles               | 2        |
| Zimbabwe Top 20 Singles                    | 2        |
| Finlandia Sousikki Singles                 | 3        |
| Suiza Top 100 Singles                      | 3        |
| Irlanda Top 30 IRMA Singles Chart          | 4        |
| Suecia Álbum/Singles Chart1                | 4        |
| All Japan Popular Best Ten                 | 5        |
| UK Singles Chart                           | 6        |
| Dinamarca Top 40 Singles                   | 7        |
| JFN Ppos Best Ten                          | 8        |
| Canadá Top 50 Singles                      | 9        |
| E.U. Top 100 Record World Singles          | 10       |
| E.U. Top 100 Cashbox Singles               | 12       |
| Billboard Hot 100                          | 15       |
| Japón Top 100 Oricon Singles Chart         | 15       |
| TBS Radio Official Ranking                 | 16       |
| Canadá RPM Adult Contemporany              | 17       |
| J-Wave Tokio Hot 100                       | 47       |

- 1Versión en sueco

### Trayectoria en las listas
| Posición | 89 | 84 | 99 | 89 | 86 | 76 | 53 | 40 | 24 | 20 | 17 | 15 | 15 | 23 | 32 | 47 | 73 |

| Posición | 47 | 31 | 16 | 13 | 7 | 6 | 6 | 7 | 21 | 33 |

| Posición | 77 | 48 | 30 | 21 | 6 | 3 | 2 | 2 | 2 | 1 | 2 | 2 | 2 | 2 | 4 | 6 | 12 | 16 | 17 | 20 | 28 | 28 | 26 | 38 | 25 | 37 | 49 | 61 | 81 |

### Listas de Fin de Año
| País          | Posición | Año  |
| ------------- | -------- | ---- |
| Alemania      | 4        | 1975 |
| Australia     | 52       | 1975 |
| Australia     | 16       | 1976 |
| Bélgica       | 22       | 1975 |
| Canadá        | 160      | 1975 |
| Italia        | 4        | 1976 |
| Nueva Zelanda | 37       | 1976 |
| Países Bajos  | 27       | 1975 |
| Reino Unido   | 48       | 1975 |
| Sudáfrica     | 8        | 1975 |
| Suiza         | 8        | 1975 |
| Japón         | 150      | 2001 |

## Certificaciones
| País          | Certificación | Ventas  |
| ------------- | ------------- | ------- |
| Nueva Zelanda | Oro           | +10 000 |